# Dekanat Suwałki – Miłosierdzia Bożego
Dekanat Suwałki – Miłosierdzia Bożego – jeden z 22 dekanatów w rzymskokatolickiej diecezji ełckiej.

## Parafie
W skład dekanatu wchodzi 6 parafii:
- parafia Matki Bożej Częstochowskiej – Becejły
- parafia Najświętszego Serca Pana Jezusa – Jeleniewo
- parafia Matki Bożej Królowej Polski – Rutka-Tartak
- parafia św. Anny – Smolniki
- parafia Matki Bożej Miłosierdzia – Suwałki
- parafia św. Teresy – Wiżajny

## Sąsiednie dekanaty
Filipów, Sejny, Suwałki – Ducha Świętego, Suwałki – św. Benedykta i Romualda